# Listrognathus oculatus
Listrognathus oculatus är en stekelart som beskrevs av Gyöö Viktor Szépligeti 1908. Listrognathus oculatus ingår i släktet Listrognathus och familjen brokparasitsteklar. Inga underarter finns listade i Catalogue of Life.